# Acalolepta malaisei
Acalolepta malaisei là một loài bọ cánh cứng trong họ Cerambycidae.